# Голланд, Дмитрий Эрихович
Дми́трий Э́рихович Го́лланд (род. 25 марта 1960, Челябинск, СССР) — российский композитор, музыкант, аранжировщик. Член Союза композиторов России, член Союза театральных деятелей России, музыкальный постановщик спектаклей Хабаровского камерного театра «Триада».

## Биография
Родился 25 марта 1960 года в городе Челябинске. Через год семья Голланда переехала в Магадан. Мать была преподавателем фортепиано, но, по признанию самого будущего композитора, дома на пианино никто не играл, и сам Дмитрий был долгое время равнодушен к музыке и предпочитал футбол нотам. Однако в тринадцатилетнем возрасте под влиянием групп «Led Zeppelin» и «Deep Purple» Дмитрий решил стать музыкантом. Окончил Магаданскую музыкальную школу по классу ударных инструментов. В пятнадцать лет стал пробовать сочинять музыку.
В 1975 году поступил в Магаданское областное музыкальное училище. При поступлении преподаватели оценили Голланда как «бесперспективного» и зачислили кандидатом в студенты по классу «Тромбон». Но уже через год обучения Голланд стал полноправным студентом и в 1979 году окончил училище с отличными отметками.
После службы в советской армии Дмитрий Голланд переезжает в город Хабаровск. Там он организует рок-группу «Голландия», в которой выступает как клавишник и вокалист. Тогда же самостоятельно начинает писать музыку. «Голландия» успешно выступает на различных площадках города, принимает участие в первых двух дальневосточных рок-фестивалях.

У меня была красная рубашка с петухами, длинные волосы, я играл на танцах, и девчонки смотрели на меня во все глаза. Это было на заре моей юности, когда все увлекались рок-музыкой.— Д. Голланд
Одновременно с этим Дмитрий Голланд работает аранжировщиком в профессиональной студии звукозаписи «Нью-Микс» при Хабаровской краевой филармонии. Именно работа с записями концертов разных жанров впоследствии позволила Голланду писать музыку для театральных постановок.
В 1988 году Дмитрий Голланд поступает в Хабаровский государственный институт искусств и культуры (ХГИИК) на музыкально-педагогический факультет по классу «Оркестровое дирижирование», который оканчивает в 1993 году.
До 2004 года работает звукорежиссёром в Государственной телерадиокомпании (ГТРК) «Дальневосточная» и на Дальневосточной студии кинохроники.

## Творчество
В 1990 году на студии «Нью-Микс» Голланд знакомится с известным хабаровским композитором Александром Новиковым. Новиков предложил Дмитрию написать музыку к спектаклю для Хабаровского театра юного зрителя. Спектакль назывался «Маленькая Баба-Яга», для которого, в итоге, Голланд написал 10 песен в стиле рока, что соответствовало главному персонажу. Во время подготовки спектакля Дмитрию пришлось поработать с режиссёром хабаровского театра пантомимы «Триада» Вадимом Гогольковым. Гогольков не сразу воспринял Голланда как композитора, но через некоторое время всё же предложил ему написать музыку к спектаклю «Страсть» по мотивам пушкинской трагедии «Пиковая дама».
После этого Голланд начинает писать музыку к различным спектаклям. Кроме того, в период работы на ГТРК «Дальневосточная» Голланд создаёт музыку к документальным телефильмам, радиопостановкам, телевизионным заставкам и роликам.
С 2004 года Голланд работает в "Камерном театре «Триада» (бывш. Хабаровский муниципальный театр пантомимы «Триада») заведующим музыкальной частью. Пишет музыку ко всем спектаклям театра. Продолжает тесно сотрудничать с другими театрами Хабаровского края: краевым театром юного зрителя, краевым музыкальным театром, краевым театром драмы, кукольным театром. Также является автором музыки к спектаклям Амурского областного театра драмы («Вишнёвый сад», «Король Лир», «Поминальная молитва», «Три невесты одинокого романтика»), Уссурийского театра драмы («Трям, здравствуйте!»), Российского драматического театра им. Ф. Волкова г. Ярославля («Поминальная молитва»).
Дмитрий Голланд — автор музыки более чем к 100 театральным спектаклям, пяти документальным фильмам Дальневосточной студии кинохроники, нескольким десяткам радиопостановок, рекламных роликов и самостоятельным песням.

## Награды
Лауреат восьми премий губернатора Хабаровского края в области театрального искусства.

## Общественная деятельность
Член Союза Театральных деятелей России
Член Союза композиторов России (с 2012 года)

## Избранные произведения

### Музыка к спектаклям

#### 1991 год
- «Маленькая Баба-Яга» — Хабаровский театр юного зрителя
- «Чиполлино и его друзья» — Хабаровский театр юного зрителя

#### 1992 год
- «Финист — Ясный Сокол» — Хабаровский театр юного зрителя
- «Страсть» — Хабаровский муниципальный театр пантомимы «Триада»

#### 1994 год
- «Младший» — Хабаровский театр юного зрителя

#### 1996 год
- «Трям! Здравствуйте!» — Хабаровский театр юного зрителя
- «Винни-Пух и все, все, все» — Хабаровский театр юного зрителя
- «Праздник непослушания» — Хабаровский театр юного зрителя

#### 1997 год
- «Капризка» — Хабаровский театр юного зрителя

#### 1999 год
- «Конёк-Горбунок» — Хабаровский театр юного зрителя

#### 2000 год
- «Страсти на змеином болоте» — Хабаровский театр юного зрителя

#### 2002 год
- «Ночной полёт» — Хабаровский муниципальный театр пантомимы «Триада»

#### 2003 год
- «Маленькая принцесса» — Хабаровский театр юного зрителя
- «Считаю до пяти» — Хабаровский театр юного зрителя

#### 2004 год
- «Блин — 2» — Хабаровский театр юного зрителя

#### 2005 год
- «Забыть Герострата» — Хабаровский краевой театр драмы

#### 2006 год
- «Синяя борода» — Хабаровский театр юного зрителя

#### 2007 год
- «Про Кота в сапогах» — Хабаровский театр юного зрителя
- «Портрет» — Хабаровский муниципальный театр пантомимы «Триада»

#### 2008 год
- «Красная Шапочка» — Хабаровский театр юного зрителя
- «Кошкин дом» — Хабаровский театр юного зрителя
- «Тянем-потянем» — Хабаровский театр юного зрителя
- «Старик и море» — Хабаровский муниципальный театр пантомимы «Триада»
- «Волшебник Изумрудного города» — Хабаровский краевой театр драмы

#### 2009 год
- «Призрак старого пирата» — Хабаровский краевой музыкальный театр (вместе с Александром Новиковым)
- «Три невесты одинокого романтика» — Амурский областной театр драмы, г. Благовещенск

#### 2010 год
- «Двенадцать месяцев» — Хабаровский краевой театр драмы
- «Огниво» — Хабаровский театр юного зрителя
- «Незнайка — 2010» — Хабаровский театр юного зрителя
- «Два клёна» — Хабаровский театр юного зрителя
- «Ёжкин Кот и Новый Год» — Хабаровский театр юного зрителя
- «Блюз на кончике хвоста» — Хабаровский муниципальный театр пантомимы «Триада»

#### 2011 год
- «Вишнёвый сад» — Хабаровский муниципальный театр пантомимы «Триада»
- «Представление в школе клоунов» — Хабаровский краевой театр драмы
- «Прощальные гастроли» — Хабаровский театр юного зрителя

#### 2012 год
- «ROUT» — Хабаровский муниципальный театр пантомимы «Триада»
- «Счастливый Ганс» — Хабаровский театр юного зрителя
- «Широколобый» — Хабаровский краевой театр драмы

#### 2013 год
- «Роз Мари» — Хабаровский краевой музыкальный театр
- «Горе от ума» — Амурский областной театр драмы, г. Благовещенск
- «Отелло» — Хабаровский краевой театр драмы
- «Романс о влюблённых» — Хабаровский муниципальный театр пантомимы «Триада»

#### 2014 год
- «Изящная» — Хабаровский муниципальный театр пантомимы «Триада»

#### 2015 год
- «Кот в сапогах» — Хабаровский краевой музыкальный театр
- «Приключения Герды в Снежном королевстве» — Хабаровский краевой музыкальный театр
- «Диогенoff» — Хабаровский муниципальный театр пантомимы «Триада»
- «Миф о женщине» — Хабаровский муниципальный театр пантомимы «Триада»

#### 2016 год
- «Как подружились Амур и Тимур» — Хабаровский краевой музыкальный театр
- «Солнце, старик и девушка» — Хабаровский Камерный театр «Триада»

#### 2017 год
- «Золотой телёнок» — Хабаровский Камерный театр «Триада»

### Музыка к телефильмам
- «Период быстрого сна» (1991 г., режиссёры В. Круглов, А. Сидоров, А. Самойлов)
- «Майматэ» (1992 г., режиссёр А. Самойлов, А. Сидоров)
- «Обычай, или хроника скорбного дня» (1994 г., режиссёр А. Самойлов)

### Песни
- «Пой, Амур» (сл. Т. Горбуновой)
- «Земляничная поляна» (сл. Т. Якимчук)
- «Волшебная страна» (сл. Т. Горбуновой)
- «Песня Джима» из рок-оперы «Призрак старого пирата» (сл. Д. Голланда)

## Интересные факты
- Самым нелюбимым музыкальным инструментом Дмитрия Голланда является гитара.
- В составе группы «Голландия» было всего три человека: два клавишника (синтезаторы) и ударник.
- Спектакль «Конёк-Горбунок» (1999 год) стал первой дальневосточной рок-оперой и в 2000 году получил практически все существующие на тот момент в Хабаровском крае театральные и музыкальные премии.